# Heteropoda obtusa
Heteropoda obtusa là một loài nhện trong họ Sparassidae.
Loài này thuộc chi Heteropoda. Heteropoda obtusa được Tord Tamerlan Teodor Thorell miêu tả năm 1890.